# Ophioglossum parvifolium
Ophioglossum parvifolium är en låsbräkenväxtart som beskrevs av William Jackson Hooker och Grev. Ophioglossum parvifolium ingår i släktet ormtungor, och familjen låsbräkenväxter. Inga underarter finns listade i Catalogue of Life.